# Drahokam (film)
Drahokam (anglický originál Uncut Gems) je americký kriminální film režírovaný sourozeneckou dvojicí Josh a Benny Safdie, kteří se mimo jiné podíleli na scénáři, na kterém pracoval Ronald Bronstein. Hlavní role ve filmu hrají Adam Sandler, Lakeith Stanfield, Julia Fox, Kevin Garnett, Idina Menzel a Eric Bogosian. Natáčení probíhalo od září do listopadu roku 2018. Hudbu k filmu napsal skladatel Daniel Lopatin.
Film měl světovou premiéru na Filmovém festivalu Telluride dne 30. srpna 2019. Limitovaně byl promítán ve Spojených státech amerických dne 13. prosince 2019, do více kin byl poté vypuštěn dne 25. prosince 2019. V České republice se v kinech nepromítal. Ke zhlédnutí byl od 31. ledna 2020 na Netflixu. Drahokam získal pozitivní ohlasy od kritiků, především výkon herce Sandlera byl chválen, byl popisován jako jeho nejlepší v kariéře. Národní radou amerických filmových kritiků byl vybrán do žebříčku deseti nejlepších filmů roku 2019. Sandler také získal cenu Indipendent Spirit Awards v kategorii nejlepší mužský herecký výkon v hlavní roli.

## Obsazení
- Adam Sandler jako Howard Ratner
- Lakeith Stanfield jako Demany, Howardův asistant
- Julia Fox jako Julia De Fiore, Howardova zaměstnankyně a přítelkyně
- Kevin Garnett jako on sám
- Idina Menzel jako Dinah Ratner, Howardova manželka
- Eric Bogosian jako Arno Moradian
- Judd Hirsch jako Gooey, Howardův tchán
- Keith Williams Richards jako Phil
- Jonathan Aranbayev jako Eddie Ratner, Howardův starší syn
- Noa Fisher jako Marcel Ratner, Howardova dcera
- The Weeknd jako on sám
- Mike Francesa jako Gary
- Jacob Igielski jako Beni Ratner, Howardův mladší syn
- Wayne Diamond jako Wayne, gambler
- Josh Ostrovsky jako Noah
- Benjy Kleiner jako Aaron
- Pom Klementieff jako Lexis
- Paloma Elsesser jako Kat
- Tommy Kominik jako Nico
- Louis Arias jako Buddy
- Keren Shemel jako Elline Goldfarb
- Sahar Bibiyan jako Ida
- Hailey Gates jako Adleyho recepční

## Ocenění a nominace
Film získal několik ocenění a nominací, a to jak na hlavní ceny jako Critics' Choice Movie Awards nebo Independent Spirit Awards, tak i ceny filmových kritiků v určitých městech a státech jako Austin, Florida, Denver, Los Angeles, Toronto.
| Ocenění                                              | Kategorie                                                       | Nominovaní                                   | Výsledek  |
| ---------------------------------------------------- | --------------------------------------------------------------- | -------------------------------------------- | --------- |
| Alliance of Women Film Journalists                   | nejlepší mužský herecký výkon v hlavní roli                     | Adam Sandler                                 | nominace  |
| Austin Film Critics Association                      | nejlepší film                                                   |                                              | nominace  |
| Austin Film Critics Association                      | nejlepší režie                                                  | Benny Safdie a Josh Safdie                   | nominace  |
| Austin Film Critics Association                      | nejlepší mužský herecký výkon v hlavní roli                     | Adam Sandler                                 | vítězství |
| Austin Film Critics Association                      | nejlepší střih                                                  | Ronald Bronstein a Benny Safdie              | vítězství |
| Boston Online Film Critics Association               | nejlepších deset filmů                                          |                                              | vítězství |
| Boston Online Film Critics Association               | nejlepší mužský herecký výkon v hlavní roli                     | Adam Sandler                                 | vítězství |
| Boston Online Film Critics Association               | nejlepší skladatel                                              | Daniel Lopatin                               | vítězství |
| Boston Society of Film Critics Awards                | nejlepší mužský herecký výkon v hlavní roli                     | Adam Sandler                                 | vítězství |
| Boston Society of Film Critics Awards                | nejlepší střih                                                  | Ronald Bronstein a Benny Safdie              | nominace  |
| Casting Society of America                           | nejlepší casting – velkorozpočtový film (komedie)               | Francine Maisler                             | nominace  |
| Critics' Choice Movie Awards                         | nejlepší film                                                   |                                              | nominace  |
| Critics' Choice Movie Awards                         | nejlepší režie                                                  | Benny Safdie a Josh Safdie                   | nominace  |
| Critics' Choice Movie Awards                         | nejlepší mužský herecký výkon v hlavní roli                     | Adam Sandler                                 | nominace  |
| Critics' Choice Movie Awards                         | nejlepší střih                                                  | Ronald Bronstein a Benny Safdie              | nominace  |
| Central Ohio Film Critics Association                | nejlepší film                                                   |                                              | nominace  |
| Central Ohio Film Critics Association                | nejlepší mužský herecký výkon v hlavní roli                     | Adam Sandler                                 | 2. místo  |
| Central Ohio Film Critics Association                | nejlepší střih                                                  | Ronald Bronstein a Benny Safdie              | nominace  |
| Central Ohio Film Critics Association                | objev roku                                                      | Julia Fox                                    | nominace  |
| Denver Film Critics Society                          | nejlepší mužský herecký výkon v hlavní roli                     | Adam Sandler                                 | nominace  |
| Detroit Film Critics Society                         | nejlepší mužský herecký výkon v hlavní roli                     | Adam Sandler                                 | nominace  |
| Detroit Film Critics Society                         | nejlepší hudba                                                  |                                              | nominace  |
| Florida Film Critics Circle                          | nejlepší mužský herecký výkon v hlavní roli                     | Adam Sandler                                 | nominace  |
| Florida Film Critics Circle                          | nejlepší původní scénář                                         | Ronald Bronstein, Benny Safdie a Josh Safdie | vítězství |
| Florida Film Critics Circle                          | nejlepší skladatel                                              | Daniel Lopatin                               | vítězství |
| Chicago Film Critics Association Awards              | nejlepší mužský herecký výkon v hlavní roli                     | Adam Sandler                                 | nominace  |
| Chicago Film Critics Association Awards              | nejlepší střih                                                  | Ronald Bronstein a Benny Safdie              | nominace  |
| Chicago Film Critics Association Awards              | nejlepší skladatel                                              | Daniel Lopatin                               | nominace  |
| Chicago Film Critics Association Awards              | nejslibnější umělec                                             | Julia Fox                                    | nominace  |
| Georgia Film Critics Association                     | nejlepší film                                                   |                                              | nominace  |
| Georgia Film Critics Association                     | nejlepší mužský herecký výkon v hlavní roli                     | Adam Sandler                                 | nominace  |
| Georgia Film Critics Association                     | nejlepší skladatel                                              | Daniel Lopatin                               | nominace  |
| Georgia Film Critics Association                     | objev roku                                                      | Julia Fox                                    | nominace  |
| Georgia Film Critics Association                     | nejlepší režie                                                  | Benny Safdie a Josh Safdie                   | nominace  |
| Gotham Awards                                        | nejlepší film                                                   |                                              | nominace  |
| Gotham Awards                                        | nejlepší mužský herecký výkon v hlavní roli                     | Adam Sandler                                 | nominace  |
| Gotham Awards                                        | objev roku                                                      | Julia Fox                                    | nominace  |
| Houston Film Critics Society Awards                  | nejlepší film                                                   |                                              | nominace  |
| Houston Film Critics Society Awards                  | nejlepší mužský herecký výkon v hlavní roli                     | Adam Sandler                                 | nominace  |
| Independent Spirit Awards                            | nejlepší film                                                   |                                              | nominace  |
| Independent Spirit Awards                            | nejlepší režie                                                  | Benny Safdie a Josh Safdie                   | vítězství |
| Independent Spirit Awards                            | nejlepší mužský herecký výkon v hlavní roli                     | Adam Sandler                                 | vítězství |
| Independent Spirit Awards                            | nejlepší původní scénář                                         | Ronald Bronstein, Benny Safdie a Josh Safdie | nominace  |
| Independent Spirit Awards                            | nejlepší střih                                                  | Ronald Bronstein a Benny Safdie              | vítězství |
| Las Vegas Film Critics Society Awards                | nejlepší mužský herecký výkon v hlavní roli                     | Adam Sandler                                 | vítězství |
| Los Angeles Film Critics Association Award           | nejlepší střih                                                  | Ronald Bronstein a Benny Safdie              | 2. místo  |
| National Board of Review                             | nejlepší mužský herecký výkon v hlavní roli                     | Adam Sandler                                 | vítězství |
| National Board of Review                             | nejlepší původní scénář                                         | Ronald Bronstein, Benny Safdie a Josh Safdie | vítězství |
| National Board of Review                             | nejlepší filmy roku 2019                                        |                                              | vítězství |
| Národní společnost filmových kritiků                 | nejlepší mužský herecký výkon v hlavní roli                     | Adam Sandler                                 | 3. místo  |
| New York Film Critics Circle                         | nejlepší režie                                                  | Benny Safdie a Josh Safdie                   | vítězství |
| North Carolina Film Critics Association              | nejlepší mužský herecký výkon v hlavní roli                     | Adam Sandler                                 | nominace  |
| North Texas Film Critics Association                 | nejlepší mužský herecký výkon v hlavní roli                     | Adam Sandler                                 | nominace  |
| Oklahoma Film Critics Circle Awards                  | nejlepší film                                                   |                                              | 5. místo  |
| Oklahoma Film Critics Circle Awards                  | nejlepší mužský herecký výkon v hlavní roli                     | Adam Sandler                                 | vítězství |
| Oklahoma Film Critics Circle Awards                  | nejlepší skladatel                                              | Daniel Lopatin                               | vítězství |
| San Diego Film Critics Society                       | nejlepší mužský herecký výkon v hlavní roli                     | Adam Sandler                                 | nominace  |
| San Diego Film Critics Society                       | nejlepší režie                                                  | Benny Safdie a Josh Safdie                   | vítězství |
| San Diego Film Critics Society                       | nejlepší původní scénář                                         | Benny Safdie a Josh Safdie                   | 2. místo  |
| San Diego Film Critics Society                       | nejlepší střih                                                  | Ronald Bronstein a Benny Safdie              | 2. místo  |
| San Francisco Film Critics Circle                    | nejlepší mužský herecký výkon v hlavní roli                     | Adam Sandler                                 | nominace  |
| Satellite Awards                                     | nejlepší film (muzikál x komedie)                               |                                              | nominace  |
| Satellite Awards                                     | nejlepší mužský herecký výkon v hlavní roli (komedie x muzikál) | Adam Sandler                                 | nominace  |
| Seattle Film Critics Society                         | nejlepší film                                                   |                                              | nominace  |
| Seattle Film Critics Society                         | nejlepší režie                                                  | Benny Safdie a Josh Safdie                   | nominace  |
| Seattle Film Critics Society                         | nejlepší mužský herecký výkon v hlavní roli                     | Adam Sandler                                 | nominace  |
| Seattle Film Critics Society                         | nejlepší střih                                                  | Ronald Bronstein a Benny Safdie              | vítězství |
| Seattle Film Critics Society                         | nejlepší skladatel                                              | Daniel Lopatin                               | vítězství |
| Southeastern Film Critics Association Awards         | nejlepší mužský herecký výkon v hlavní roli                     | Adam Sandler                                 | nominace  |
| St. Louis Film Critics Association                   | nejlepší mužský herecký výkon v hlavní roli                     | Adam Sandler                                 | vítězství |
| Toronto Film Critics Association Awards              | nejlepší mužský herecký výkon v hlavní roli                     | Adam Sandler                                 | nominace  |
| Toronto Film Critics Association Awards              | nejlepší ženský herecký výkon ve vedlejší roli                  | Julia Fox                                    | nominace  |
| Washington D.C. Area Film Critics Association Awards | nejlepší mužský herecký výkon v hlavní roli                     | Adam Sandler                                 | nominace  |
| Zlaté maliny                                         | Malinová cena vykoupení                                         | Adam Sandler                                 | nominace  |